# شهرستان کاتاو-ایوانوفسکی
شهرستان کاتاو-ایوانوفسکی (به لاتین: Katav-Ivanovsky District) یک شهرستان در روسیه است که در استان چلیابینسک واقع شده‌است.